# Phouthone Innalay
Phouthone Innalay (* 11. Februar 1992 in Vientiane) ist ein laotischer Fußballspieler.

## Karriere

### Verein
Phouthone Innalay stand 2014 beim Lane Xang Intra FC unter Vertrag. 2015 wechselte er zum Lao Army FC, einem Verein, der in der laotischen Hauptstadt Vientiane beheimatet ist. Hier stand er bis 2016 unter Vertrag. Der Erstligist Lao Toyota FC nahm ihn die Saison 2017 unter Vertrag. Mit dem Verein feierte er am Ende der Saison die laotische Fußballmeisterschaft. 2018 schloss er sich für zwei Jahre seinen ehemaligen Verein Lao Army FC an. Anfang 2020 unterschrieb er einen Vertrag beim Erstligisten Master 7 FC. Für den Hauptstadtverein absolvierte er 12 Erstligaspiele. Nach einem Jahr kehrte er im Januar 2021 zum Lao Army FC zurück.

### Nationalmannschaft
Phouthone Innalay spielte seit 2015 in der Nationalmannschaft von Laos. Bisher bestritt er 21 Länderspiele.

## Erfolge
Lao Toyota FC
- Lao Premier League: 2017